# Mozes en de kroon van de farao
Mozes en de kroon van de farao is een schilderij van Jan Steen uit 1670. Het werk maakt sinds 2011 deel uit van de collectie van het Mauritshuis in Den Haag. 

## Voorstelling
In het boek Exodus valt in een korte passage te lezen dat Mozes moeite had met spreken. Een legende die al in oude Hebreeuwse, Griekse en Arabische teksten terug te vinden is, gaf hiervoor een verklaring. Volgens dat verhaal was Mozes, die was geadopteerd door de dochter van de farao, op een dag aan het spelen op de schoot van de farao. Hij gooide toen de troon op de grond kapot, volgens sommige versies omdat er een afgodsbeeldje op zat. De hovelingen schrokken erg van dit voorval, zeker omdat voorspeld was dat een kind het rijk omver zou werpen. Mozes kreeg nog een kans om zijn onschuld te bewijzen. Er werden een schaal met geld en een komfoor met gloeiende kooltjes voor hem gezet. Onbewust van het gevaar stopte het kleine kind een flikkerend kooltje in zijn mond en bewees zo zijn onschuld.
Steen schilderde de afloop van dit verhaal. Mozes rent huilend in de armen van zijn pleegmoeder Thermutis met een vinger wijzend naar zijn mond. De vrouw maakt een smekend gebaar naar haar vader die chagrijnig op zijn troon zit, de kapotte kroon met ernaast het afgodsbeeldje bij zijn voeten. Ook de hete kooltjes en een zak met goudstukken verraden wat zich even eerder heeft afgespeeld. Een raadgever met een enigszins louche uitstraling fluistert de farao nog iets in zijn oor. De bladerkrans op zijn hoofd en de dolk, geldbuidel en sleutelbos aan zijn riem zijn opvallende details. Naast hem houdt een priester, te herkennen aan het tweepuntige hoofddeksel, geschrokken zijn armen omhoog. De bediende die het komfoor vasthoudt, wijkt terug voor de hitte. Het witte leeuwhondje rechtsonder is het enige personage op het schilderij dat de toeschouwer aankijkt. Met zijn halsband met belletjes is hij een grappig detail, zoals de schilder dat vaak in zijn schilderijen aanbracht.
Jan Steen is vooral bekend geworden door zijn genretaferelen. Mozes en de kroon van de farao was pas het eerste historiestuk van de schilder dat het Mauritshuis aan zijn collectie wist toe te voegen. Hij slaagt er hier uitstekend in de kluchtige elementen, zoals de boze farao en de huilende kleuter, te verbinden met het complexe verhaal. Ook zijn talent voor het schilderen van stoffen komt duidelijk naar voren. Kijk bijvoorbeeld naar de tapijten boven en voor de troon en de exotische kleding van de farao en zijn dochter.
Van Jan Steen is bekend dat hij zijn inspiratie voor zijn werken vaak bij collega-schilders haalde. Zo heeft Lucas van Leyden, net als Steen uit Leiden afkomstig, een prent gemaakt waarop Saul boos op een troon zit. Ook met de prenten van de Luikse kunstenaar Pieter Jalhea Furnius over deze episode uit het leven van Mozes was Steen waarschijnlijk bekend. Hij gebruikte elementen uit deze werken en gaf hier een eigen interpretatie aan.

## Herkomst
- tot 18 augustus 1712: in bezit van David Grenier, Middelburg
- tot 9 juni 1745: in bezit van Ewout van Dishoek, Heer van Domburg, Den Haag
- particuliere verzameling, Frankrijk
- in bezit van de kunsthandel Heim-Gairac, Parijs
- in bezit van de kunsthandel Nijstad, Lochem en Den Haag
- 1953-2011: in bezit van de verzamelaar en ondernemer Hans A. Wetzlar, Amsterdam en zijn erfgenamen
- 2011: gekocht door het Mauritshuis met steun van de BankGiro Loterij

## Afbeeldingen

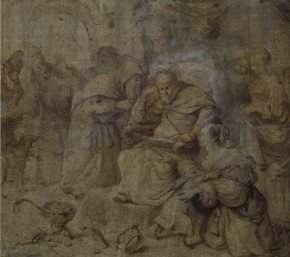
Voorbereidende schets
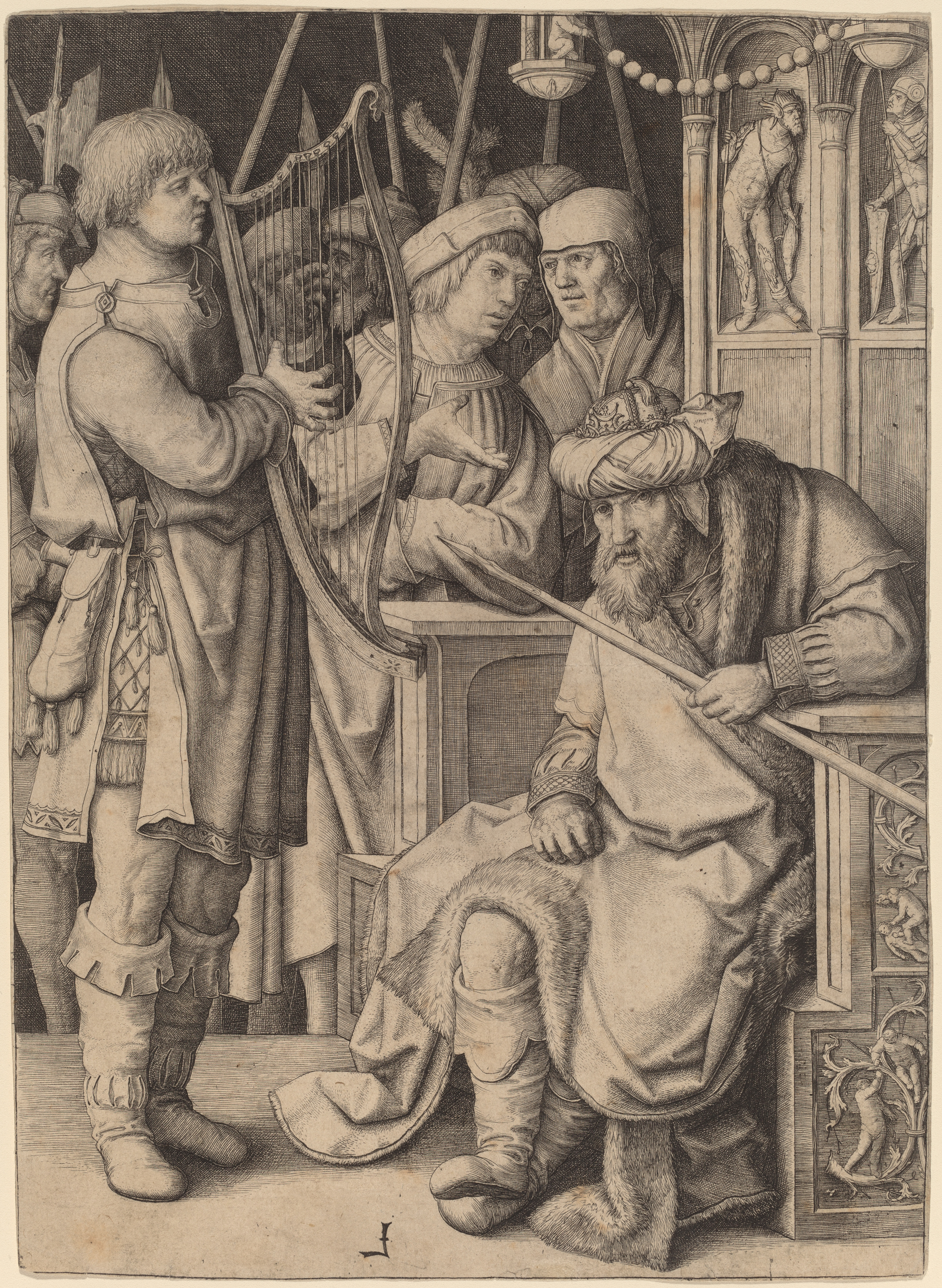
David speelt harp voor Saul, Lucas van Leyden
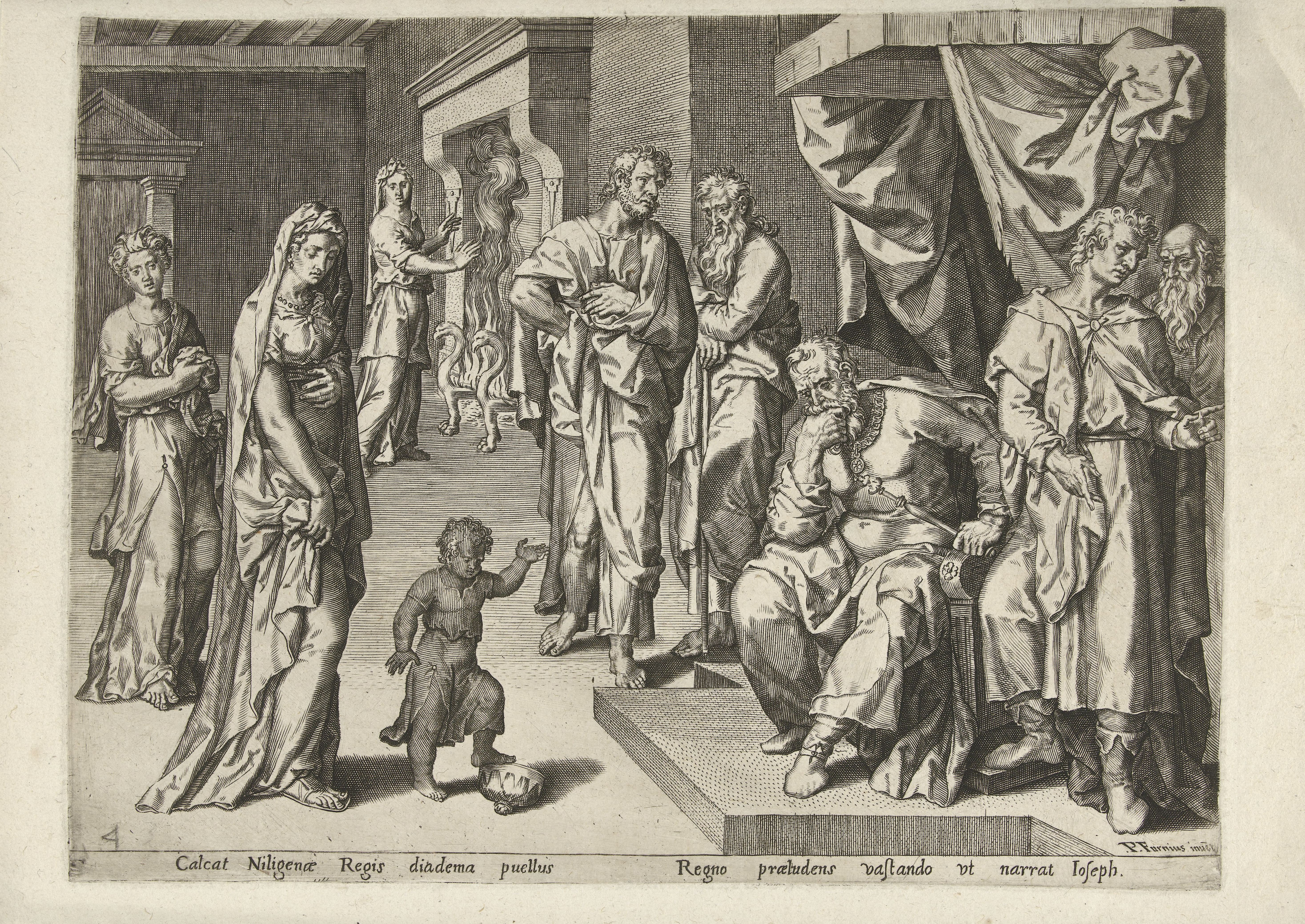
Mozes en de kroon van de farao, Pieter Jalhea Furnius
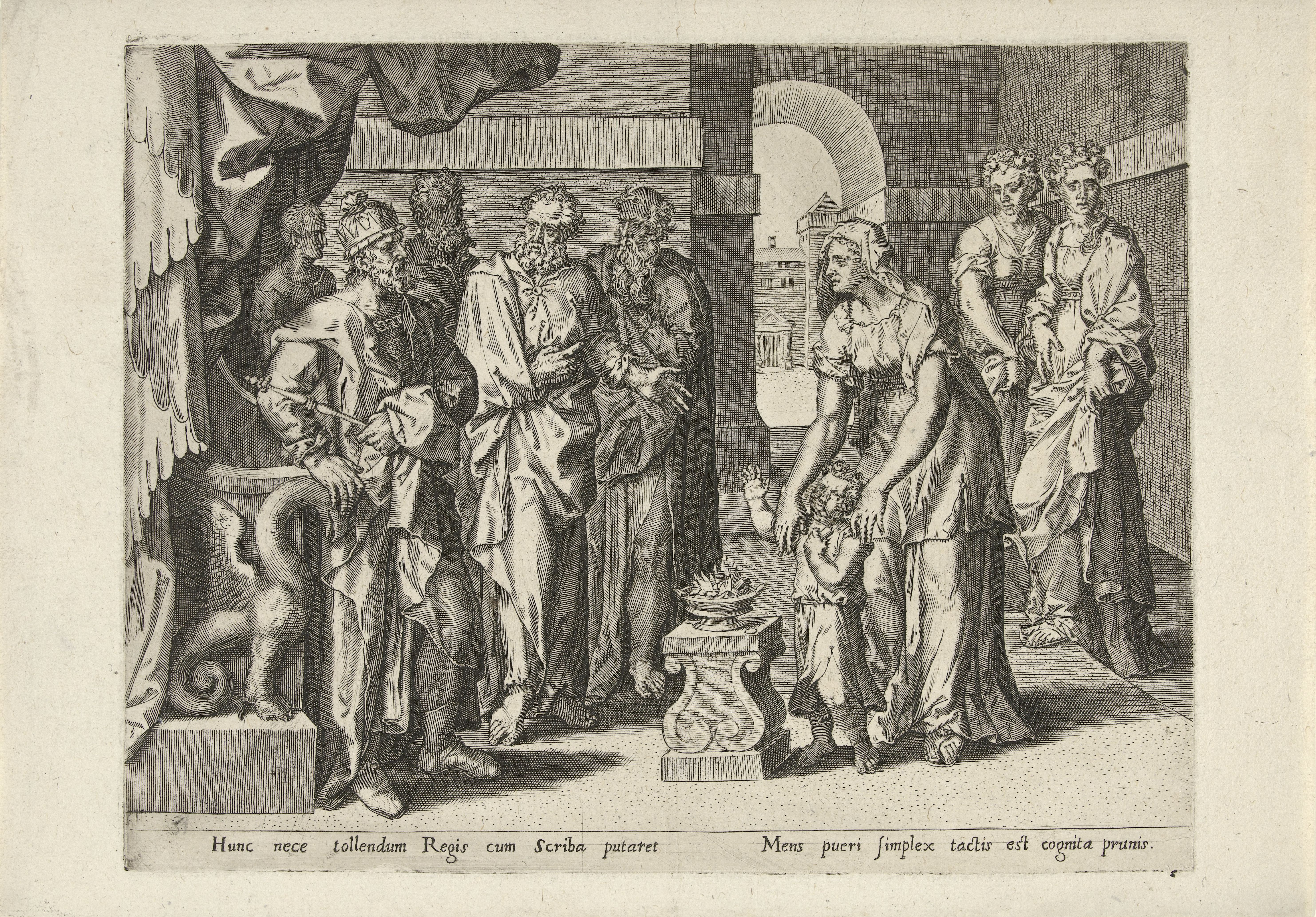
Mozes' beproeving bij de farao, Pieter Jalhea Furnius